# Xamanismo urbano
Xamanismo urbano consiste em novas vertentes do xamanismo que misturam conhecimentos ancestrais adaptados ao mundo contemporâneo. Grupos de estudos filosóficos, da cultura indígena, das práticas de xamanismo e ancestralidade que buscam um espaço para troca e discussão, quase sempre guiados por xamãs urbanos, inciados na cultura ancestral e que compartilham seus conhecimentos aos que buscam este caminho.
O Xamanismo urbano está ligado com uma releituras das práticas tradicionais sem no entanto cair na caricatura cultural, buscando criar uma forma de espiritualidade legítima e adaptada ao mundo moderno, o que pode ser chamado de Tradicionalismo Experimental, o qual se contrapõe tanto à mercantilização eclética do new age como o tradicionalismo conservador.